# Myiozetetes granadensis
Myiozetetes granadensis е вид птица от семейство Tyrannidae.

## Разпространение
Видът е разпространен в Боливия, Бразилия, Венецуела, Еквадор, Колумбия, Коста Рика, Никарагуа, Панама, Перу и Хондурас.